# George Țucudean
George Țucudean (Arad, 30 april 1991) is een Roemeens voormalig voetballer die bij voorkeur als aanvaller speelde. 

## Carrière
George Țucudean speelde in zijn geboortestad voor de jeugd van Atletico Arad, alvorens in 2009 zijn debuut te maken voor tweedeklasser UT Arad. De struise spits ruilde de club in 2010 in voor eersteklasser Dinamo Boekarest, maar werd eerst nog een half jaar uitgeleend aan zijn ex-club. In januari 2011 werd hij in de selectie van Dinamo opgenomen. Een jaar later won hij met de club de Roemeense beker, waarna hij het tegen kampioen CFR Cluj opnam voor de supercup. Țucudean scoorde twee keer in dat duel en zag hoe zijn team na strafschoppen de supercup in ontvangst mocht nemen. Tijdens de eerste thuiswedstrijd van het seizoen 2012/13 scoorde de spits tegen CSMS Iași vier keer in zo'n 50 minuten.
In januari 2013 maakte Țucudean net als oud-ploegmaats Adrian Cristea en Zié Diabaté de overstap naar Standard Luik. In het seizoen 2013/14 werd hij terugverhuurd aan Dinamo. Medio 2014 ging hij transfrevrij naar Charlton Athletic FC dat hem in 2015 weer verhuurde aan Dinamo. In januari 2016 werd hij verhuurd aan ASA Târgu Mureș. Na een half seizoen bij Viitorul Constanta, speelde hij van begin 2018 tot 2020 speelde hij voor CFR Cluj waarmee hij drie landstitels won. Țucudean moest zijn loopbaan beëindigen vanwege hartproblemen.

### Statistieken
| Seizoen | Club               | Competitie         | Wed. | Goals |
| ------- | ------------------ | ------------------ | ---- | ----- |
| 2008/09 | UT Arad            | Liga 2             | 14   | 7     |
| 2009/10 | UT Arad            | Liga 2             | 27   | 6     |
| 2010/11 | UT Arad            | Liga 2             | 12   | 9     |
| 2010/11 | Dinamo Boekarest   | Liga 1             | 10   | 2     |
| 2011/12 | Dinamo Boekarest   | Liga 1             | 23   | 2     |
| 2012/13 | Dinamo Boekarest   | Liga 1             | 18   | 6     |
| 2012/13 | Standard Luik      | Jupiler Pro League | 11   | 0     |
| 2013/14 | → Dinamo Boekarest | Liga 1             | 22   | 7     |
| 2014/15 | Charlton Athletic  | The Championship   | 20   | 2     |
| 2014/15 | → Steaua Boekarest | Liga 1             | 17   | 3     |
| 2016    | → ASA Târgu Mureș  | Liga 1             | 9    | 2     |
| 2016/17 | Pandurii Târgu Jiu | Liga 1             | 15   | 5     |
| 2017/18 | Viitorul Constanta | Liga 1             | 26   | 15    |
| 2018    | CFR Cluj           | Liga 1             | 28   | 12    |
| TOTAAL  | TOTAAL             | TOTAAL             | 213  | 75    |

## Erelijst
| Competitie         |                  |                  |                  |                  |
| Competitie         | Aantal           | Jaren            |                  |                  |
| Dinamo Boekarest   | Dinamo Boekarest | Dinamo Boekarest | Dinamo Boekarest | Dinamo Boekarest |
| ------------------ | ---------------- | ---------------- | ---------------- | ---------------- |
| Cupa României      | 1x               | 2011/12          |                  |                  |
| Supercupa României | 1x               | 2012             |                  |                  |
| Steaua Boekarest   |                  |                  |                  |                  |
| Liga 1             | 1x               | 2014/15          |                  |                  |
| Cupa României      | 1x               | 2014/15          |                  |                  |
| Cupa Ligii         | 1x               | 2014/15          |                  |                  |
| Viitorul Constanța |                  |                  |                  |                  |
| Liga 1             | 1x               | 2016/17          |                  |                  |
| CFR Cluj           |                  |                  |                  |                  |
| Liga 1             | 2x               | 2017/18, 2018/19 |                  |                  |
| Supercupa României | 1x               | 2018             |                  |                  |

### Persoonlijk
| Roemenië                         |    |                           |
| Topscorer Liga 1                 | 3x | 2017/18, 2018/19, 2019/20 |
| Roemeens voetballer van het jaar | 1x | 2018                      |